# 100 híres ember
A 100 híres ember – A kezdetektől napjainkig Michael H. Hart 1978-ban kiadott könyve (első magyar kiadása: 1994; 2003-as magyar kiadása: ISBN 9635478208).
1978-ban, amikor Michael H. Hart nagy port felkavaró[forrás?] könyve, a Száz híres ember először megjelent, a kritikusok a szerző szemére vetették:[forrás?] nem elég, hogy kiválasztja azt a száz embert, aki szerinte a legnagyobb befolyással volt a történelemre, hanem még ráadásul – saját értékrendje szerint – fontossági sorrendbe is állítja őket. (A könyv eredeti címe is ezt hangsúlyozza: The 100: A Ranking of the Most Influential Persons in History.)

## A szerző által kiválasztott híres emberek
1. Mohamed próféta (570–632)
2. Isaac Newton (1642–1727)
3. Jézus (i. e. kb. 6 – ?)
4. Buddha (i. e. 563 – i. e. 483)
5. Konfuciusz (i. e. 551 – i. e. 479)
6. Szent Pál (kb. i. sz. 4 – i. sz. 64)
7. Caj Lun (i. sz. 105 körül)
8. Johannes Gutenberg (1400–1468)
9. Kolumbusz Kristóf (1451–1506)
10. Albert Einstein (1879–1955)
11. Louis Pasteur (1822–1895)
12. Galileo Galilei (1564–1642)
13. Arisztotelész (i. e. 384 – i. e. 322)
14. Eukleidész (i. e. 300 körül)
15. Mózes (i. e. 13. század körül)
16. Charles Darwin (1809–1882)
17. Csin Si Huang-ti (i. e. 259 – i. e. 210)
18. Augustus (i. e. 63 – i. sz. 14)
19. Kopernikusz (1473–1543)
20. Antoine Laurent Lavoisier (1743–1794)
21. I. Constantinus (kb. 280–337)
22. James Watt (1736–1819)
23. Michael Faraday (1791–1867)
24. James Clerk Maxwell (1831–1879)
25. Luther Márton (1483–1546)
26. George Washington (1732–1799)
27. Karl Marx (1818–1883)
28. Orville Wright (1871–1948), Wilbur Wright (1867–1912)
29. Dzsingisz kán (kb. 1162–1227)
30. Adam Smith (1723–1790)
31. William Shakespeare (1550–1604)
32. John Dalton (1766–1844)
33. Nagy Sándor (i. e. 356–323)
34. I. Napóleon (1769–1821)
35. Thomas Alva Edison (1847–1931)
36. Anton van Leeuwenhoek (1632–1723)
37. William Thomas Green Morton (1819–1868)
38. Guglielmo Marconi (1874–1937)
39. Adolf Hitler (1889–1945)
40. Platón (i. e. 427 – i. e. 347)
41. Oliver Cromwell (1599–1658)
42. Alexander Graham Bell (1847–1922)
43. Alexander Fleming (1881–1955)
44. John Locke (1632–1704)
45. Ludwig van Beethoven (1770–1827)
46. Werner Heisenberg (1901–1976)
47. Louis Daguerre (1787–1851)
48. Simón Bolívar (1783–1830)
49. René Descartes (1596–1650)
50. Michelangelo Buonarroti (1475–1564)
51. II. Orbán pápa (1042–1099)
52. I. Omár kalifa (kb. 586–644)
53. Asóka (kb. i. e. 300–232)
54. Hippói Szent Ágoston (354–430)
55. William Harvey (1578–1657)
56. Ernest Rutherford (1871–1937)
57. Kálvin János (1509–1564)
58. Gregor Mendel (1822–1884)
59. Max Planck (1858–1947)
60. Joseph Lister (1827–1912)
61. Nikolaus August Otto (1832–1891)
62. Francisco Pizarro (kb. 1475–1541)
63. Hernando Cortés (1485–1547)
64. Thomas Jefferson (1743–1826)
65. I. Izabella kasztíliai királynő (1451–1504)
66. Joszif Visszarionovics Sztálin (1879–1953)
67. Iulius Caesar (i. e. 100 – i. e. 44)
68. Hódító Vilmos (kb. 1027–1087)
69. Sigmund Freud (1856–1939)
70. Edward Jenner (1749–1823)
71. Wilhelm Conrad Röntgen (1845–1923)
72. Johann Sebastian Bach (1685–1750)
73. Lao-ce (i. e. a 4. században élt)
74. Voltaire (1694–1778)
75. Johannes Kepler (1571–1630)
76. Enrico Fermi (1901–1954)
77. Leonhard Euler (1707–1783)
78. Jean-Jacques Rousseau (1712–1778)
79. Niccolò Machiavelli (1469–1527)
80. Thomas Malthus (1766–1834)
81. John Fitzgerald Kennedy (1917–1963)
82. Gregory Pincus (1903–1967)
83. Máni (216–276)
84. Vlagyimir Iljics Lenin (1870–1924)
85. Szuj Ven-ti (541–604)
86. Vasco da Gama (kb. 1460–1524)
87. II. Kurus perzsa király (Kürosz) (i. e. kb. 590 – kb. 529)
88. I. Péter orosz cár (1672–1725)
89. Mao Ce-tung (1893–1976)
90. Francis Bacon (1561–1626)
91. Henry Ford (1863–1947)
92. Menciusz (i. e. kb. 371 – i. e. kb. 289)
93. Zarathustra (i. e. 628 – i. e. kb. 551)
94. I. Erzsébet (1533–1603)
95. Mihail Szergejevics Gorbacsov (1931–)
96. Meni (i. e. 3100 k.)
97. I. Károly frank császár (742–814)
98. Homérosz (i. e. VIII. sz.)
99. I. Justinianus bizánci császár (483–565) uralkodott (527–565)
100. Mahávíra (i. e. kb. 599 – kb. 527)

## A könyvből kimaradt, de a szerző szerint említésre méltó száz személy jegyzéke
1. Ábrahám (bibliai pátriárka)
2. Howard H. Aiken amerikai mérnök, az első számítógép megtervezője (1900–1973)
3. Aiszóposz görög meseíró (i. e. VI. sz. első fele)
4. Susan B. Anthony amerikai feminista (1820–1906)
5. Aquinói Szent Tamás olasz teológus és filozófus, domonkos szerzetes (1225–1274)
6. szamoszi Arisztarkhosz görög csillagász (i. e. III. sz.)
7. Arkhimédész görög matematikus és fizikus (i. e. 287–212)
8. Sir Richard Arkwright angol feltaláló (1732–1792)
9. Neil Armstrong amerikai űrhajós (1930–2012)
10. Kemál Atatürk (1934-ig Musztafa Kemal) török katonatiszt és politikus (1881–1938)
11. Charles Babbage angol matematikus és közgazdász (1792–1871)
12. Antoine Henri Becquerel francia fizikus (1852–1908)
13. Jeremy Bentham angol jogtudós és filozófus (1748–1832)
14. Otto von Bismarck herceg, német államférfi (1815–1898)
15. Niels Bohr dán fizikus (1885–1962)
16. Louis de Broglie herceg, francia fizikus (1892–1987)
17. Nicolas Léonard Sadi Carnot francia fizikus (1796–1832)
18. Sir (1953) Winston Spencer Churchill angol politikus (1874–1965)
19. Carl von Clausewitz porosz tábornok (1780–1831)
20. Rudolf Clausius német fizikus (1822–1888)
21. Marie Curie lengyel-francia kémikus (1867–1934)
22. Gottlieb Daimler német mérnök (1834–1900)
23. Dante Alighieri olasz költő (1265–1321)
24. Dávid zsidó király (i. e. 1040 – i. e. 965 k. uralkodott i. e. 1013-tól)
25. Démokritosz görög filozófus (i. e. 460 k. – i. e. 370)
26. Mary Baker Eddy, a Keresztény Tudomány nevű felekezet alapítója
27. Ehnaton (IV. Amenhotep) egyiptomi fáraó (i. e. 1364–47)
28. Robert C. W. Ettinger amerikai akadémikus (1918-2011)
29. Ézsaiás próféta (Izajás) ótestamentumi próféta (i. e. 8. század)
30. George Fox angol vándorprédikátor, a kvékerek felekezetének megalapítója (1652) (1626–1691)
31. Benjamin Franklin amerikai politikus, író és természettudós (1706–1790)
32. Betty Friedan angol író, polgárjogi aktivista  (1921–2006)
33. II. Frigyes porosz király (Nagy Frigyes) (1712–1786, uralkodott 1740-től)
34. Claudius Galenus görög származású római orvos (129–199)
35. Mohandász Karamcsand Gandhi (Mahátma Gandhi) indiai politikus és reformer (1869–1948)
36. Carl Friedrich Gauss német matematikus, fizikus és csillagász (1777–1855)
37. Hammurapi babiloni király (i. e. 1728–1686)
38. Georg Wilhelm Friedrich Hegel német filozófus (1770–1831)
39. VIII. Henrik angol király (1491–1547 uralkodott 1509-től)
40. Tengerész Henrik portugál infáns (1394–1460)
41. Theodor Herzl pesti születésű osztrák író és cionista vezető (1860–1904)
42. Hippokratész görög orvos, „az orvostudomány atyja” (i. e. 460 k.-370)
43. Thomas Hobbes angol filozófus (1588–1679)
44. James Hutton skót geológus (1726–1797)
45. Jeanne d’Arc, „az orléans-i szűz”, Szt. Johanna, La Pucelle, francia parasztlány (1410 v. 1412–1431)
46. Borisz Jelcin orosz mérnök, politikus (1931–2007)
47. Immanuel Kant német filozófus (1724–1804)
48. John Maynard Keynes angol közgazdász (1883–1946)
49. Hufu egyiptomi fáraó (i. e. 2600 k.)
50. Har Gobind Khorana indiai származású angol genetikus és biokémikus (1922-)
51. Martin Luther King amerikai baptista lelkész és polgárjogi harcos (1929–1968)
52. Alfred C. Kinsey amerikai szexológus (1894–1956)
53. Gustav Robert Kirchhoff német fizikus (1824–1887)
54. Kubilaj kán, mongol nagykán (1215–1294, uralkodott 1260-tól)
55. XIV. Lajos francia király (1638–1715, uralkodott 1643-tól)
56. Gottfried Wilhelm Leibniz báró, német filozófus, matematikus és polihisztor (1646–1716)
57. Jean-Joseph Étienne Lenoir francia mechanikus, feltaláló (1822–1900)
58. Leonardo da Vinci olasz festő, szobrász, építész, művészetteoretikus, természettudós és feltaláló (1452–1519)
59. Abraham Lincoln amerikai politikus, az USA 16. elnöke (1861-1865) (1809–1865)
60. Liu Pang (Kr. e. 247 – Kr. e. 195) kínai császár Kr. e. 202-től haláláig, a Han-dinasztia megalapítója.
61. James Madison amerikai politikus, az USA 4. elnöke (1809-1817) (1751–1836)
62. Ferdinand Magellan, Fernao de Magalhaes portugál tengerész (1480 k.-1521)
63. Meidzsi tennó (Mucuhito herceg) japán császár (1852–1912, uralkodott 1867-től)
64. Dmitrij Mengyelejev orosz kémikus (1834–1907)
65. Charles de Secondat Montesquieu, La Bréde és M. bárója francia író, a felvilágosodás jog- és államfilozófusa (1689–1755)
66. Maria Montessori olasz orvosnő és pedagógus (1870–1952)
67. Samuel Finley Breese Morse amerikai festő és feltaláló (1791–1872)
68. Wolfgang Amadeus Mozart osztrák zeneszerző (1756–1791)
69. I. Muávija kalifa (az Omajjád-dinasztia kalifája) (kb.600–680)
70. Gerard K. O'Neill amerikai fizikus (1927-1992)
71. Blaise Pascal francia matematikus, fizikus és filozófus (1623–1662)
72. Ivan Petrovics Pavlov orosz orvos, filozófus (1849–1935)
73. Pablo Picasso, eredetileg Ruiz y Picasso spanyol származású francia festő, szobrász, grafikus (1881–1973)
74. Marco Polo velencei kereskedő és világutazó (1254–1325)
75. Klaudiosz Ptolemaiosz alexandriai görög földrajztudós, matematikus és csillagász (87 k.-165 k.)
76. Számoszi Püthagorasz görög filozófus, természettudós, matematikus (i.e 580 k.-496 k.)
77. Ronald Reagan amerikai filmszínész, Kalifornia kormányzója (1967–75), az USA 40. elnöke (1980–1989) (1911–2004)
78. Rembrandt Harmensz van Rijn holland festő és grafikus (1606–1669)
79. Franklin Delano Roosevelt amerikai politikus, az USA 32. elnöke (1933-1945) (1882–1945)
80. Sankara hindu filozófus (788–820)
81. Erwin Schrödinger osztrák fizikus (1887–1961)
82. William B. Shockley angol származású amerikai fizikus (1910–1989)
83. Joseph Smith amerikai szektaalapító (1805–1844)
84. Szókratész athéni görög filozófus (i. e. 470 k. – i. e. 399)
85. Szophoklész görög drámaíró (i. e. 496 – i. e. 406)
86. Szun Jat-szen kínai politikus (1866–1925)
87. Szűz Mária Bibliai Jézus anyja
88. William Henry Fox Talbot angol fizikus és kémikus (1800–1877)
89. Teller Ede magyar származású amerikai fizikus (1908–2003)
90. Henry David Thoreau amerikai költő, esszéíró (1817–1862)
91. Timur Lenk mongol uralkodó (1336–1405)
92. Charles H. Townes amerikai fizikus, a kvantumelektronika (mézer, lézer) kutatója, Nobel-díjas (1964) (1915– )
93. Harry S. Truman amerikai politikus; az USA alelnöke (1944–45), majd 33. elnöke (1945–53) (1884–1972)
94. Alessandro Volta olasz fizikus, az elektromos áram elméletének kidolgozója, a víz elektrolízisének felfedezője és a kénsavoldatba merülő cink- és rézelektródból álló Volta-elem (galvánelem) feltalálója (1745–1827)
95. Selman Abraham Waksman oroszországi születésű amerikai biokémikus és bakteriológus  (1888–1973)
96. James D. Watson amerikai biológus, a DNS spirálszerkezet meghatározója (1928– )
97. Robert Alexander Watson-Watt, a radar feltalálója (1892–1973)
98. Mary Wollstonecraft Godwin (Mary Shelley) angol írónő (1797–1851)
99. Frank Lloyd Wright amerikai építész (1869–1959)
100. Vladimir K. Zworykin orosz születésű amerikai kutatómérnök és fizikus, a modern televíziózás legjelentősebb úttörője (1889–1982)

## Magyarul
- 100 híres ember. A kezdetektől napjainkig; ford. Tóth Gábor et al.; Magyar Könyvklub, Bp., 1994